# Теодахад
Теодахад или Теодат (на латински: Theodahadus Flavius, Theodatus) e граф на Тусциен и крал на остроготите в периода 534 – 536 г.

## Биография
Теодахад е роден в Тауресиум в Дардания. Той е от кралската династия на Амалите и син от първия брак на Амалафрида, сестра на Теодорих Велики; баща му не е известен. Женен е за Готелиндис и има две деца, Теудегисклус (вестготски крал) и Теоденанта. Теодахад притежава много земя в Тоскана и се занимава с философски науки.
След смъртта на Теодорих Велики на 30 август 526 г., дъщерята на Теодорих, Амалазунта е регентка на своя десетгодишен син Аталарих. Тя поставя, след смъртта на Аталарих 534 г., вече кралица, за да засили позициите си, своя братовчед Теодахад като съвладетел на трона. Този избор е нещастен, понеже Теодахад, въпреки фасадата си на учен, е мразен заради алчността си, и е в предателска връзка с двора на Константинопол. Той предизвиква недоволството на готите. Дава съгласието си, или нарежда да затворят и убият Амалазунта през пролетта на 535 г.
След смъртта на Амалазунта, която е приятелски настроена към императора, Теодахад моли папа Агапет I да пътува до Константинопол, за да склони Юстиниан I да не напада Италия. Агапет не успява и през 535 г. византийският генерал Велизарий пристига в Сицилия.
Теодахад не иска, обратно на съпругата на източноримския император Юстиниан I, Теодора I, в никакъв случай по това време живеещия в Константинопол и свързания с Византийската империя Вигилий за папа и поставя през юни 536 г. Силверий, преди Вигилий да пристигне в Рим.
Малко след това императорът му обявява война и Рим е завладян от Велизарий. Теодахад предлага да отстъпи царството си на Юстиниан. Въстаналите готи свалят Теодахад и издигат възрастния Витигис за крал, който заповяда убийството на Теодахад.
В началото на декември 536 г. личният му враг, готът Оптари убива Теодахад, бягащ от Рим по Виа Фламиния на север за сигурната Равена. Неговият син Теодегисклус е затворен.
Със смъртта на Теодахад свършва мъжката линия на остготската династия на Амалите.